# Список астероїдів (1701—1800)
| Назва                             | Тимчасове позначення | Дата відкриття    | Місце відкриття                            | Відкривач                                              |
| --------------------------------- | -------------------- | ----------------- | ------------------------------------------ | ------------------------------------------------------ |
| 1701 Окаванго (Okavango)          | 1953 NJ              | 6 липня 1953      | Республіканська обсерваторія Йоганнесбурга | Джозеф Чармс                                           |
| 1702 Калахарі (Kalahari)          | A924 NC              | 7 липня 1924      | Республіканська обсерваторія Йоганнесбурга | Ейнар Герцшпрунг                                       |
| 1703 Barry                        | 1930 RB              | 2 вересня 1930    | Обсерваторія Гайдельберг-Кенігштуль        | Макс Вольф                                             |
| 1704 Вахманн (Wachmann)           | A924 EE              | 7 березня 1924    | Обсерваторія Гайдельберг-Кенігштуль        | К. В. Райнмут                                          |
| 1705 Тапіо (Tapio)                | 1941 SL1             | 26 вересня 1941   | Турку                                      | Отерма Люсі                                            |
| 1706 Діквосс (Dieckvoss)          | 1931 TS              | 5 жовтня 1931     | Обсерваторія Гайдельберг-Кенігштуль        | К. В. Райнмут                                          |
| 1707 Шантал (Chantal)             | 1932 RL              | 8 вересня 1932    | Королівська обсерваторія Бельгії           | Ежен Жозеф Дельпорт                                    |
| 1708 Політ (Polit)                | 1929 XA              | 1 грудня 1929     | Барселона                                  | Хосе Комас Сола                                        |
| 1709 Україна (Ukraina)            | 1925 QA              | 16 серпня 1925    | Сімеїз                                     | Григорій Шайн                                          |
| 1710 Ґотар (Gothard)              | 1941 UF              | 20 жовтня 1941    | Обсерваторія Конколь                       | Дєрдь Кулін                                            |
| 1711 Сандрін (Sandrine)           | 1935 BB              | 29 січня 1935     | Королівська обсерваторія Бельгії           | Ежен Жозеф Дельпорт                                    |
| 1712 Анґола (Angola)              | 1935 KC              | 28 травня 1935    | Республіканська обсерваторія Йоганнесбурга | Сиріл Джексон                                          |
| 1713 Банкільон (Bancilhon)        | 1951 SC              | 27 вересня 1951   | Алжирська обсерваторія                     | Луї Буаєр                                              |
| 1714 Сі (Sy)                      | 1951 OA              | 25 липня 1951     | Алжирська обсерваторія                     | Луї Буаєр                                              |
| 1715 Саллі (Salli)                | 1938 GK              | 9 квітня 1938     | Турку                                      | Гейккі Алікоскі                                        |
| 1716 Петер (Peter)                | 1934 GF              | 4 квітня 1934     | Обсерваторія Гайдельберг-Кенігштуль        | К. В. Райнмут                                          |
| 1717 Арлон (Arlon)                | 1954 AC              | 8 січня 1954      | Королівська обсерваторія Бельгії           | Сильвен Арен                                           |
| 1718 Намібія (Namibia)            | 1942 RX              | 14 вересня 1942   | Турку                                      | Мар'ї Вяйсяля                                          |
| 1719 Дженс (Jens)                 | 1950 DP              | 17 лютого 1950    | Обсерваторія Гайдельберг-Кенігштуль        | К. В. Райнмут                                          |
| 1720 Нільс (Niels)                | 1935 CQ              | 7 лютого 1935     | Обсерваторія Гайдельберг-Кенігштуль        | К. В. Райнмут                                          |
| 1721 Веллс (Wells)                | 1953 TD3             | 3 жовтня 1953     | Обсерваторія Ґете Лінка                    | Індіанський університет                                |
| 1722 Ґоффін (Goffin)              | 1938 EG              | 23 лютого 1938    | Королівська обсерваторія Бельгії           | Ежен Жозеф Дельпорт                                    |
| 1723 Клемола (Klemola)            | 1936 FX              | 18 березня 1936   | Турку                                      | Ірйо Вяйсяля                                           |
| 1724 Владімір (Vladimir)          | 1932 DC              | 28 лютого 1932    | Королівська обсерваторія Бельгії           | Ежен Жозеф Дельпорт                                    |
| 1725 КрАО (CrAO)                  | 1930 SK              | 20 вересня 1930   | Сімеїз                                     | Григорій Неуймін                                       |
| 1726 Гоффмайстер (Hoffmeister)    | 1933 OE              | 24 липня 1933     | Обсерваторія Гайдельберг-Кенігштуль        | К. В. Райнмут                                          |
| 1727 Mette                        | 1965 BA              | 25 січня 1965     | Обсерваторія Бойдена                       | Девід Ендрюс                                           |
| 1728 Ґете Лінк (Goethe Link)      | 1964 TO              | 12 жовтня 1964    | Обсерваторія Ґете Лінка                    | Індіанський університет                                |
| 1729 Беріл (Beryl)                | 1963 SL              | 19 вересня 1963   | Обсерваторія Ґете Лінка                    | Індіанський університет                                |
| 1730 Маркеліне (Marceline)        | 1936 UA              | 17 жовтня 1936    | Обсерваторія Ніцци                         | Марґеріт Ложьє                                         |
| 1731 Смутс (Smuts)                | 1948 PH              | 9 серпня 1948     | Республіканська обсерваторія Йоганнесбурга | Ернест Джонсон                                         |
| 1732 Хейке (Heike)                | 1943 EY              | 9 березня 1943    | Обсерваторія Гайдельберг-Кенігштуль        | К. В. Райнмут                                          |
| 1733 Сільке (Silke)               | 1938 DL1             | 19 лютого 1938    | Обсерваторія Гайдельберг-Кенігштуль        | Альфред Борман                                         |
| 1734 Жонголович (Zhongolovich)    | 1928 TJ              | 11 жовтня 1928    | Сімеїз                                     | Григорій Неуймін                                       |
| 1735 ІТА (ITA)                    | 1948 RJ1             | 10 вересня 1948   | Сімеїз                                     | Пелагея Шайн                                           |
| 1736 Флойрак (Floirac)            | 1967 RA              | 6 вересня 1967    | Бордо                                      | Ґі Суліе                                               |
| 1737 Сєверний (Severny)           | 1966 TJ              | 13 жовтня 1966    | КрАО                                       | Черних Людмила Іванівна                                |
| 1738 Оостергофф (Oosterhoff)      | 1930 SP              | 16 вересня 1930   | Республіканська обсерваторія Йоганнесбурга | Гендрік ван Ґент                                       |
| 1739 Маєрман (Meyermann)          | 1939 PF              | 15 серпня 1939    | Обсерваторія Гайдельберг-Кенігштуль        | К. В. Райнмут                                          |
| 1740 Пааво Нурмі (Paavo Nurmi)    | 1939 UA              | 18 жовтня 1939    | Турку                                      | Ірйо Вяйсяля                                           |
| 1741 Ґіклас (Giclas)              | 1960 BC              | 26 січня 1960     | Обсерваторія Ґете Лінка                    | Індіанський університет                                |
| 1742 Шайферс (Schaifers)          | 1934 RO              | 7 вересня 1934    | Обсерваторія Гайдельберг-Кенігштуль        | К. В. Райнмут                                          |
| 1743 Шмідт (Schmidt)              | 4109 P-L             | 24 вересня 1960   | Паломарська обсерваторія                   | К. Й. ван Гаутен, І. ван Гаутен-Гроневельд, Т. Герельс |
| 1744 Гаррієт (Harriet)            | 6557 P-L             | 24 вересня 1960   | Паломарська обсерваторія                   | К. Й. ван Гаутен, І. ван Гаутен-Гроневельд, Т. Герельс |
| 1745 Фергюсон (Ferguson)          | 1941 SY1             | 17 вересня 1941   | Вашингтон                                  | Джон Вілліс                                            |
| 1746 Brouwer                      | 1963 RF              | 14 вересня 1963   | Обсерваторія Ґете Лінка                    | Індіанський університет                                |
| 1747 Wright                       | 1947 NH              | 14 липня 1947     | Обсерваторія Лік                           | Карл Альвар Віртанен                                   |
| 1748 Мойдерлі (Mauderli)          | 1966 RA              | 7 вересня 1966    | Ціммервальдська обсерваторія               | Пауль Вільд                                            |
| 1749 Telamon                      | 1949 SB              | 23 вересня 1949   | Обсерваторія Гайдельберг-Кенігштуль        | К. В. Райнмут                                          |
| 1750 Eckert                       | 1950 NA1             | 15 липня 1950     | Обсерваторія Гайдельберг-Кенігштуль        | К. В. Райнмут                                          |
| 1751 Herget                       | 1955 OC              | 27 липня 1955     | Обсерваторія Ґете Лінка                    | Індіанський університет                                |
| 1752 ван герк (van Herk)          | 1930 OK              | 22 липня 1930     | Республіканська обсерваторія Йоганнесбурга | Гендрік ван Ґент                                       |
| 1753 Міке (Mieke)                 | 1934 JM              | 10 травня 1934    | Республіканська обсерваторія Йоганнесбурга | Гендрік ван Ґент                                       |
| 1754 Каннінгем (Cunningham)       | 1935 FE              | 29 березня 1935   | Королівська обсерваторія Бельгії           | Ежен Жозеф Дельпорт                                    |
| 1755 Лорбах (Lorbach)             | 1936 VD              | 8 листопада 1936  | Обсерваторія Ніцци                         | Марґеріт Ложьє                                         |
| 1756 Джакобіні (Giacobini)        | 1937 YA              | 24 грудня 1937    | Обсерваторія Ніцци                         | Андре Патрі                                            |
| 1757 Порвоо (Porvoo)              | 1939 FC              | 17 березня 1939   | Турку                                      | Ірйо Вяйсяля                                           |
| 1758 Наанталі (Naantali)          | 1942 DK              | 18 лютого 1942    | Турку                                      | Отерма Люсі                                            |
| 1759 Кінле (Kienle)               | 1942 RF              | 11 вересня 1942   | Обсерваторія Гайдельберг-Кенігштуль        | К. В. Райнмут                                          |
| 1760 Сандра (Sandra)              | 1950 GB              | 10 квітня 1950    | Республіканська обсерваторія Йоганнесбурга | Ернест Джонсон                                         |
| 1761 Едмондсон (Edmondson)        | 1952 FN              | 30 березня 1952   | Обсерваторія Ґете Лінка                    | Індіанський університет                                |
| 1762 Расселл (Russell)            | 1953 TZ              | 8 жовтня 1953     | Обсерваторія Ґете Лінка                    | Індіанський університет                                |
| 1763 Вільямс (Williams)           | 1953 TN2             | 13 жовтня 1953    | Обсерваторія Ґете Лінка                    | Індіанський університет                                |
| 1764 Коґшалл (Cogshall)           | 1953 VM1             | 7 листопада 1953  | Обсерваторія Ґете Лінка                    | Індіанський університет                                |
| 1765 Врубель (Wrubel)             | 1957 XB              | 15 грудня 1957    | Обсерваторія Ґете Лінка                    | Індіанський університет                                |
| 1766 Слайфер (Slipher)            | 1962 RF              | 7 вересня 1962    | Обсерваторія Ґете Лінка                    | Індіанський університет                                |
| 1767 Лампланд (Lampland)          | 1962 RJ              | 7 вересня 1962    | Обсерваторія Ґете Лінка                    | Індіанський університет                                |
| 1768 Аппенцелль (Appenzella)      | 1965 SA              | 23 вересня 1965   | Ціммервальдська обсерваторія               | Пауль Вільд                                            |
| 1769 Карлосторрес (Carlostorres)  | 1966 QP              | 25 серпня 1966    | Аргентинська національна обсерваторія      | Сенон Перейра                                          |
| 1770 Шлезінґер (Schlesinger)      | 1967 JR              | 10 травня 1967    | Астрономічний комплекс Ель-Леонсіто        | Карлос Сеско, А. Р. Клемола                            |
| 1771 Маковер (Makover)            | 1968 BD              | 24 січня 1968     | КрАО                                       | Черних Людмила Іванівна                                |
| 1772 Гагарін (Gagarin)            | 1968 CB              | 6 лютого 1968     | КрАО                                       | Черних Людмила Іванівна                                |
| 1773 Румпельштільц (Rumpelstilz)  | 1968 HE              | 17 квітня 1968    | Ціммервальдська обсерваторія               | Пауль Вільд                                            |
| 1774 Куликов (Kulikov)            | 1968 UG1             | 22 жовтня 1968    | КрАО                                       | Смирнова Тамара Михайлівна                             |
| 1775 Ціммервальд (Zimmerwald)     | 1969 JA              | 13 травня 1969    | Ціммервальдська обсерваторія               | Пауль Вільд                                            |
| 1776 Койпер (Kuiper)              | 2520 P-L             | 24 вересня 1960   | Паломарська обсерваторія                   | К. Й. ван Гаутен, І. ван Гаутен-Гроневельд, Т. Герельс |
| 1777 Ґерельс (Gehrels)            | 4007 P-L             | 24 вересня 1960   | Паломарська обсерваторія                   | К. Й. ван Гаутен, І. ван Гаутен-Гроневельд, Т. Герельс |
| 1778 Альфвен (Alfven)             | 4506 P-L             | 26 вересня 1960   | Паломарська обсерваторія                   | К. Й. ван Гаутен, І. ван Гаутен-Гроневельд, Т. Герельс |
| 1779 Парана (Parana)              | 1950 LZ              | 15 червня 1950    | Обсерваторія Ла-Плата                      | Міґель Іціґсон                                         |
| 1780 Кіппес (Kippes)              | A906 RA              | 12 вересня 1906   | Обсерваторія Гайдельберг-Кенігштуль        | Август Копф                                            |
| 1781 Ван Бісбрук (Van Biesbroeck) | A906 UB              | 17 жовтня 1906    | Обсерваторія Гайдельберг-Кенігштуль        | Август Копф                                            |
| 1782 Шнеллер (Schneller)          | 1931 TL1             | 6 жовтня 1931     | Обсерваторія Гайдельберг-Кенігштуль        | К. В. Райнмут                                          |
| 1783 Альбицький (Albitskij)       | 1935 FJ              | 24 березня 1935   | Сімеїз                                     | Григорій Неуймін                                       |
| 1784 Бенґелла (Benguella)         | 1935 MG              | 30 червня 1935    | Республіканська обсерваторія Йоганнесбурга | Сиріл Джексон                                          |
| 1785 Вурм (Wurm)                  | 1941 CD              | 15 лютого 1941    | Обсерваторія Гайдельберг-Кенігштуль        | К. В. Райнмут                                          |
| 1786 Рааге (Raahe)                | 1948 TL              | 9 жовтня 1948     | Турку                                      | Гейккі Алікоскі                                        |
| 1787 Чіні (Chiny)                 | 1950 SK              | 19 вересня 1950   | Королівська обсерваторія Бельгії           | Сильвен Арен                                           |
| 1788 Кіесс (Kiess)                | 1952 OZ              | 25 липня 1952     | Обсерваторія Ґете Лінка                    | Індіанський університет                                |
| 1789 Добровольський (Dobrovolsky) | 1966 QC              | 19 серпня 1966    | КрАО                                       | Черних Людмила Іванівна                                |
| 1790 Волков (Volkov)              | 1967 ER              | 9 березня 1967    | КрАО                                       | Черних Людмила Іванівна                                |
| 1791 Пацаєв (Patsayev)            | 1967 RE              | 4 вересня 1967    | КрАО                                       | Смирнова Тамара Михайлівна                             |
| 1792 Рені (Reni)                  | 1968 BG              | 24 січня 1968     | КрАО                                       | Черних Людмила Іванівна                                |
| 1793 Зоя (Zoya)                   | 1968 DW              | 28 лютого 1968    | КрАО                                       | Смирнова Тамара Михайлівна                             |
| 1794 Фінсен (Finsen)              | 1970 GA              | 7 квітня 1970     | Гартбіспурт                                | Дж. Брюер                                              |
| 1795 Вольтьер (Woltjer)           | 4010 P-L             | 24 вересня 1960   | Паломарська обсерваторія                   | К. Й. ван Гаутен, І. ван Гаутен-Гроневельд, Т. Герельс |
| 1796 Рига (Riga)                  | 1966 KB              | 16 травня 1966    | КрАО                                       | Черних Микола Степанович                               |
| 1797 Шаумассе (Schaumasse)        | 1936 VH              | 15 листопада 1936 | Обсерваторія Ніцци                         | Андре Патрі                                            |
| 1798 Воттс (Watts)                | 1949 GC              | 4 квітня 1949     | Обсерваторія Ґете Лінка                    | Індіанський університет                                |
| 1799 Кусевицький (Koussevitzky)   | 1950 OE              | 25 липня 1950     | Обсерваторія Ґете Лінка                    | Індіанський університет                                |
| 1800 Аґуйяр (Aguilar)             | 1950 RJ              | 12 вересня 1950   | Обсерваторія Ла-Плата                      | Міґель Іціґсон                                         |

| Астероїди 1—10000 → |           |           |           |           |           |           |           |           |            |
| 1—100               | 1001—1100 | 2001—2100 | 3001—3100 | 4001—4100 | 5001—5100 | 6001—6100 | 7001—7100 | 8001—8100 | 9001—9100  |
| 101—200             | 1101—1200 | 2101—2200 | 3101—3200 | 4101—4200 | 5101—5200 | 6101—6200 | 7101—7200 | 8101—8200 | 9101—9200  |
| 201—300             | 1201—1300 | 2201—2300 | 3201—3300 | 4201—4300 | 5201—5300 | 6201—6300 | 7201—7300 | 8201—8300 | 9201—9300  |
| 301—400             | 1301—1400 | 2301—2400 | 3301—3400 | 4301—4400 | 5301—5400 | 6301—6400 | 7301—7400 | 8301—8400 | 9301—9400  |
| 401—500             | 1401—1500 | 2401—2500 | 3401—3500 | 4401—4500 | 5401—5500 | 6401—6500 | 7401—7500 | 8401—8500 | 9401—9500  |
| 501—600             | 1501—1600 | 2501—2600 | 3501—3600 | 4501—4600 | 5501—5600 | 6501—6600 | 7501—7600 | 8501—8600 | 9501—9600  |
| 601—700             | 1601—1700 | 2601—2700 | 3601—3700 | 4601—4700 | 5601—5700 | 6601—6700 | 7601—7700 | 8601—8700 | 9601—9700  |
| 701—800             | 1701—1800 | 2701—2800 | 3701—3800 | 4701—4800 | 5701—5800 | 6701—6800 | 7701—7800 | 8701—8800 | 9701—9800  |
| 801—900             | 1801—1900 | 2801—2900 | 3801—3900 | 4801—4900 | 5801—5900 | 6801—6900 | 7801—7900 | 8801—8900 | 9801—9900  |
| 901—1000            | 1901—2000 | 2901—3000 | 3901—4000 | 4901—5000 | 5901—6000 | 6901—7000 | 7901—8000 | 8901—9000 | 9901—10000 |